# Arnold Wesker
Sir Arnold Wesker FRSL (n. 24 mai 1932, Greater London, Anglia, Regatul Unit – d. 12 aprilie 2016, Brighton, Anglia, Regatul Unit) a fost un cunoscut dramaturg englez. A scris peste 50 de piese de teatru, patru volume de proză scurtă, două volume de eseuri, multe articole în presă și o carte despre jurnalism, o carte pentru copii, câteva poezii etc. Piesele sale au fost traduse în 20 de limbi și au fost jucate pe plan mondial.

## Scrieri
Wesker a scris mai multe piese de teatru, cărți de ficțiune și de non-ficțiune.
Piese de teatru
- The Kitchen, 1957 ISBN: 978-1-84943-757-8
- Chicken Soup with Barley, 1958 ISBN: 978-1-4081-5661-2
- Roots, 1959 ISBN: 978-1-4725-7461-9
- I'm Talking about Jerusalem, 1960
- Menace, 1961 (pentru televiziune)
- Chips with Everything, 1962
- The Nottingham Captain, 1962
- Four Seasons, 1965
- Their Very Own and Golden City, 1966
- The Friends, 1970
- The Old Ones, 1970
- The Journalists, 1972 ISBN: 0-14-048133-8
- The Wedding Feast, 1974
- Shylock, 1976
- Love Letters on Blue Paper, 1976
- One More Ride On The Merry-Go-Round, 1978
- Phoenix, 1980
- Caritas, 1980 ISBN: 978-0-224-02020-6
- Voices on the Wind, 1980
- Breakfast, 1981
- Sullied Hand, 1981
- Four Portraits – Of Mothers, 1982
- Annie Wobbler, 1982
- Yardsale, 1983
- Cinders, 1983
- Whatever Happened to Betty Lemon?, 1986
- When God Wanted a Son, 1986
- Lady Othello, 1987
- Little Old Lady & Shoeshine, 1987
- Badenheim 1939, 1987
- Shoeshine, 1987
- The Mistress, 1988
- Beorhtel's Hill, 1988 (piesă pentru Basildon)
- Men Die Women Survive, 1990
- Letter To A Daughter, 1990
- Blood Libel, 1991
- Wild Spring, 1992
- Bluey, 1993
- The Confession, 1993
- Circles of Perception, 1996
- Break, My Heart, 1997
- Denial, 1997
- Barabbas, 2000
- The Kitchen Musical, 2000
- Groupie, 2001 ISBN: 1-84943-741-6
- Longitude, 2002
- The Rocking Horse, 2008 (comandată de BBC World Service)
- Joy and Tyranny, 2011 ISBN: 978-1-84943-546-8

Ficțiune
- Six Sundays in January, Jonathan Cape, 1971
- Love Letters on Blue Paper, Jonathan Cape, 1974
- Said the Old Man to the Young Man, Jonathan Cape, 1978
- Fatlips, Writers and Readers Harper & Row, 1978
- The King's Daughters, Quartet Books, 1998
- Honey, Pocket Books, 2006

Non-ficțiune
- Distinctions, 1985 (colecție de eseuri)
- Fears of Fragmentation, Jonathan Cape, 1971
- Say Goodbye You May Never See Them Again, Jonathan Cape, 1974
- Journey Into Journalism, Writers & Readers, 1977
- The Dusty Wesker Cook Book, Chatto & Windus, 1987
- As Much as I Dare, Century Random House, 1994 (autobiografie)
- The Birth of Shylock and the Death of Zero Mostel, Quartet Books, 1997
- Wesker On Theatre, 2010 (colecție de eseuri) ISBN: 978-1-84943-376-1
- Ambivalences, Oberon Books, 2011

## Legături externe
- Site web oficial
- Arnold Wesker Papers at the Harry Ransom Center, University of Texas at Austin
- Arnold Wesker la Internet Movie Database
- "Arnold's Choice". Interview with Arnold Wesker, by Kirsty Young. Desert Island Discs. Broadcast on BBC Radio 4, 17 December 2006; repeated 22 December 2006.
- Interview with Arnold Wesker – British Library sound recording
- "Sir Arnold Wesker, British playwright, dies aged 83", BBC News, 13 April 2016
- "Prolific British playwright Arnold Wesker dies at age 83", Daily Mail, 13 April 2016
- Chris, Moncrieff, "Obituary: Sir Arnold Wesker, playwright", The Scotsman, 13 April 2016
- "ir Arnold Wesker", The Royal Society of Literature